# Nasiba Zeynalova
Nasiba Zeynalova (en azéri : Nəsibə Cahangir qızı Zeynalova ; née le 20 avril 1916 à Bakou et morte le 10 mars 2004 à Bakou) est une actrice azerbaïdjanaise, Artiste du peuple de la RSS d'Azerbaïdjan (1967), lauréate du Prix d'État d'Azerbaïdjan (1974 et 1981). 

## Biographie
Nasiba Jahangir kyzy Zeynalova est née le 20 avril 1916 à Bakou dans la famille du marchand et acteur Djahangir Zeynalov. Son père, fondateur de l'école nationale de théâtre réaliste, a toujours rêvé que sa fille poursuive son art. Avant le début des événements de mars 1918, la famille Zeynalov s'enfuit en Iran. Djahangir meurt du typhus sur le bateau alors qu'il rentrait chez lui en novembre 1918. 
Nasiba Zeynalova s'intéresse à la danse folklorique depuis les années d'école. En 1932, elle entre dans le cercle dramatique de Rza Tahmasib. En 1937, elle parcourt les villes azerbaïdjanaises au sein d'une troupe de théâtre. Le 4 avril 1938, elle est acceptée dans la troupe du Théâtre national académique dramatique azerbaïdjanais en tant qu'actrice de première catégorie et en même temps à l'école technique de théâtre, dont elle obtient le diplôme en 1942.

## Activité artistique
Alexandre Tuganov, Maharram Gashimov et Agasadig Garaybeyli étaient les professeurs et mentors créatifs de Nasiba Zeynalova. Au cours de ses années d'études à l'école technique, elle joue les rôles de : Katharina («La Mégère apprivoisée», William Shakespeare), Elvira (« Don Juan », Jean-Baptiste  Molière), Elizabeth (« Marie Stuart », Friedrich Schiller).
L'actrice interprète les rôles suivants dans les opérettes classiques azerbaïdjanaises : Gulperi, Tante Djahan, Sanam (« Mari et femme », « Arshin Mal Alan », « Pas celui-ci, alors celui-là » d'Uzeyir Hadjibeyov), Melek Khanum et Kelek Khanum ( « Un jeune homme de cinquante ans » de Zulfugar Hadjibeyov).
La période la plus brillante du travail de l’actrice est associée à divers personnages musicaux et comiques.
En 1974, elle reçoit le Prix d'État d'Azerbaïdjan  pour son rôle dans la comédie musicale « Hidjran » .
En 1974, Rauf Kazimovsky réalise un téléfilm sur son travail « Le sourire d'une actrice ».

## Mémoire
- Le 17 mars 2016, le président de la République d'Azerbaïdjan Ilham Aliyev a signé un décret sur la célébration du 100e anniversaire de Nasiba Zeynalova.
- Le 18 janvier 2017, à l'occasion du 100e anniversaire de la naissance de Nasiba Zeynalova, une soirée littéraire et artistique a lieu au Centre culturel d'Azerbaïdjan à Vienne. Lors de la soirée anniversaire, le long métrage "Belle-mère" est projeté pour la première fois sous-titré en allemand[4].